# Chamorro (grupo político portugués)
Chamorro fue el nombre dado en la política portuguesa, durante el período del Devorismo, al grupo cartista organizado en torno a la sociedad masónica Grande Oriente Lusitano. El grupo, considerado muy cercano al rey Pedro IV, tuvo gran influencia política a principios del período que siguió a las guerras liberales portuguesas. Actuó como una proto-partido político, capaz de influir en la composición de los gobiernos de la época.